# 折茂豊
折茂豊（おりも ゆたか、1912年1月2日 - 1994年1月8日）は、日本の法学者。専門は国際私法。学位は、法学博士（東京大学・論文博士・1957年）（学位論文「国際私法の統一性」）。東北大学名誉教授。

## 略歴
群馬県出身。東京帝国大学法学部卒。同助手、助教授、1951年東北大学法学部教授となり66年法学部長。75年定年退官、名誉教授。
国際私法を専攻し、1957年「国際私法の統一性」で法学博士（東京大学）の学位を取得、日本学士院賞受賞。

## 著書
- 『国際私法の統一性』有斐閣 1955
- 『国際私法 各論』有斐閣 法律学全集 1959
- 『当事者自治の原則 近代国際私法の発展』創文社 1970
- 『渉外不法行為法論 近代国際私法の発展』有斐閣 1976
- 『国際私法講話』有斐閣 1978
- 『属人法論 近代国際私法の発展』有斐閣 1982
- 『国際私法研究』有斐閣 1992

## 論文
- <折茂豊